# Eugenia costaricensis
Eugenia costaricensis är en myrtenväxtart som beskrevs av Otto Karl Berg. Eugenia costaricensis ingår i släktet Eugenia och familjen myrtenväxter. Inga underarter finns listade i Catalogue of Life.